# Walter S. Gibson
Walter S. Gibson, manchmal auch Walter Samuel Gibson, (* 31. März 1932 in Columbus, Ohio; † 18. November 2018 in Saratoga Springs, New York) war ein US-amerikanischer Kunsthistoriker und Universitätsprofessor.

## Leben
Gibsons Vater war Ingenieur, seine Mutter arbeitete als Sekretärin. Nach der Highschool wurde er während des Korea-Krieges zur amerikanischen Armee eingezogen, wo er in den Jahren 1952 bis 1954 beim Finance Corps Dienst tat. Nach seiner Entlassung studierte er an der Ohio State University in Cleveland (Ohio) und schloss dort 1957 cum laude mit dem Titel B.F.A. ab. An der Harvard University wurde er 1960 M.A. Im gleichen Jahr konnte er mit einem Fulbright-Award ein Jahr lang Europa bereisen und seine Dissertation vorbereiten.
1966 ging Gibson an als Assistent die Case Western Reserve University konnte dort seine Doktorarbeit 1969 abschließen und in Harvard 1969 vorlegen. Doktorvater war Seymour Slive, das Thema der Dissertation waren die Gemälde von Cornelis Engelbrechtsen. 1971 wurde er zum Associate Professor berufen und leitete den Bereich Kunstgeschichte bis 1979 an der Case.
Gibson war seit 1972 verheiratet.

## Ehrungen und Auszeichnungen
- 1960/61: Fulbright-Award
- 1978: Andrew W. Mellon Professor of the Humanities
- 1978: Guggenheim-Stipendium

## Veröffentlichungen
- The Paintings of Cornelis Engebrechtsz. Doktorarbeit, Harvard 1969.
  - überarbeitet und gedruckt in der Serie: Outstanding Dissertations in the Fine Arts: Garland Publishers, New York 1977.
- Hieronymus Bosch. Thames & Hudson Ltd., London, 1973.
  - deutsch: Hieronymus Bosch. Ullstein, Frankfurt am Main/Berlin/Wien 1974, ISBN 3-550-05898-5.
- Bruegel. Oxford University Press, New York 1977.
- Hieronymus Bosch: An Annotated Bibliography. G.K. Hall, Boston 1983
- Mirror of the Earth: The World Landscape in Sixteenth-century Flemish Painting. Princeton University Press, Princeton, New Jersey, USA, 1989.
- Breugel and Netherlandish Landscape Painting from the National Gallery Prague. National Museum of Western Art, Tokio, Japan 1990.
- Pleasant Places: The Rustic Landscape from Bruegel to Ruisdael. University of California Press, Berkeley, Kalifornien, USA 2000.
- Pieter Bruegel and the Art of Laughter. University of California Press, Berkeley, Kalifornien, USA 2006.